# Hvissingestenen
Hvissingestenen er Sjællands største sten. Stenen, der er en vandreblok fra istiden, måler 5×6×3,5 m og vejer ca. 130 tons. Stenen består af granit, og på dens flade overside ses skurestriber og parabelformede brud fra dens rejse med indlandsisen.
Stenen blev fundet i december 1966 ved bygningen af en hovedvandledning nord for Hvissinge ved Gl. Krusegård mellem Ejby og Islev. Da stenen lå i vejen for ledningsarbejdet tog entreprenøren straks initiativ til at sprænge den bort. Ved en hurtig indsats fra Danmarks Naturfredningsforening og Københavns Amt, støttet af Glostrup Kommune, blev stenen straks fredet. Stenen ligger nu ca. 90 m fra det sted, den blev fundet, i den østlige ende af Vestskoven ca. 1 km nord for Hvissinge. Og man kan stadig se hullerne, som man nåede at bore til det sprængstof, der alligevel ikke kom i brug.
Rundt omkring Hvissingestenen ligger der flere mindre vandreblokke. En af dem er en 22 tons tung sten, der blev fundet ved tilslutningen af Frederikssundmotorvejen til Motorring 3 i 2010. Den blev foræret af Vejdirektoratet til Vestskoven og flyttet ca. 800 m hen til Hvissingestenen.

## Geologi
Hvissingestenen består af omtrent lige dele alkalifeldspat, plagioklas og kvarts. Det gør den til en granit. Den er enskornet og homogen. På afstand er den grå, men tæt på træder de røde alkalifeldspatkorn frem og gør granitten rødlig.
Bjergarten er størknet langsomt under afkøling dybt i jordskorpen. Mineralkornene er sammenvoksede i et for granit karakteristisk puslespilsmønster. På overfladen ses sejlformede brud. Det er trykmærker, der dannes, når stenen sidder fastfrossen i indlandsisens sål og trækkes af isen hen over overfladen.
Hvissingestenen blev fundet indkapslet i moræneler, som geologerne ved, er aflejret af et isfremstød fra sydøst og Østersøegnene. Så Østersøegnenes granitiske grundfjeld er det mest oplagte sted at søge efter Hvissingestenens oprindelse.